# RG-41
La RG-41 è una bomba a mano a frammentazione sviluppata durante la seconda guerra mondiale in Unione Sovietica. È stata in produzione solo per un breve periodo di tempo nel 1941-1942, prima di essere sostituito dalla RG-42.
Conteneva una carica di 150 grammi di esplosivo ad alto potenziale; il peso totale era di circa 440 grammi. La granata potrebbe essere gettata a circa 30-50 metri, e il raggio letale era tra i 5 e i 15 metri.